# Gallina menorquina

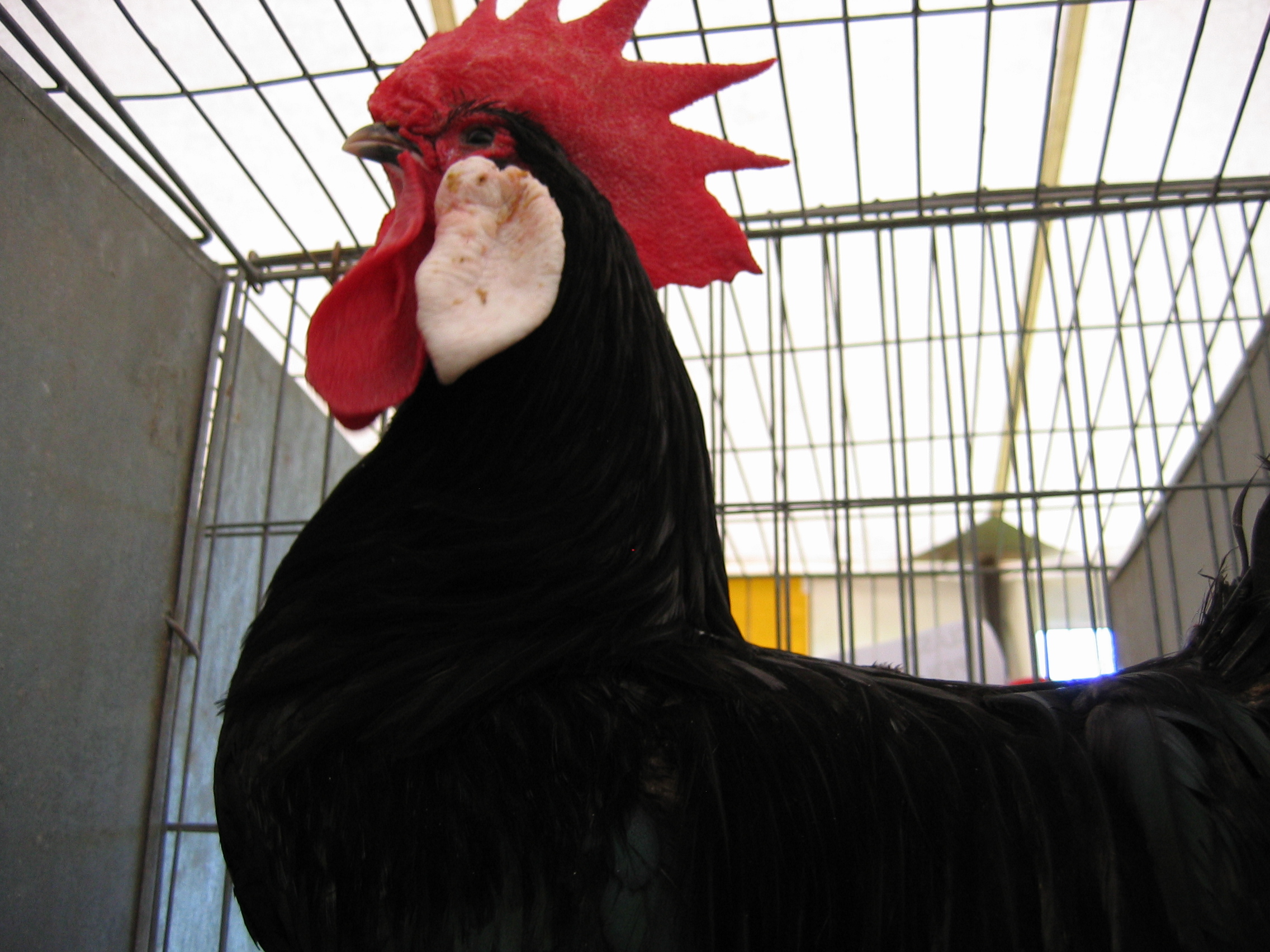

La gallina menorquina es una raça autòctona de gallina de Menorca. Van ser portades a Anglaterra el segle xviii, on es va seleccionar i millorar la raça.
Actualment la crien només alguns avicultors aficionats.

## Morfologia
La gallina menorquina és la més grossa de la classe mediterrània, físicament s'assembla molt al gall però els diferencia la cresta. Té el plomatge negre verdós. La seua principal característica és la presència d'unes carúncules blanques, molt grosses i un aspecte molt vertical amb la cua una mica caiguda. La cresta i la cara són d'un viu vermell. El bec, els tarsos i els dits, de color negre. Els mascles pesen de 3,5 a 4 quilos i les femelles uns 3 quilos. Te les sis dents molt marcades i les orelles i els barbons són com en el gall, i de mida un poc més reduïda. El cos és llarg, amb l’esquena igualment inclinada cap enrere com el gall. La coa és llarga, tancada i està col·locada en un angle de 40º sobre l’horitzontal.

## Ús
L'aptitud principal d'aquesta raça és l'ornamental (sempre apareix en concursos i exposicions).
No és un ocell gaire productiu pel que fa al nombre d'ous (uns 100 o 120 l'any).
La seua carn és blanca i de menys qualitat.